# Halowe Mistrzostwa Europy w Lekkoatletyce 1980 – skok o tyczce mężczyzn
Skok o tyczce mężczyzn – jedna z konkurencji technicznych rozgrywanych podczas halowych lekkoatletycznych mistrzostw Europy w hali Glaspalast w Sindelfingen.  Rozegrano od razu finał 1 marca 1980. Zwyciężył reprezentant Związku Radzieckiego Konstantin Wołkow. Tytułu zdobytego na poprzednich mistrzostwach nie obronił Władysław Kozakiewicz z Polski, który tym razem zajął 4. miejsce.

## Rezultaty
Rozegrano od razu finał, w którym wzięło udział 21 skoczków.

Opracowano na podstawie materiału źródłowego.
| Miejsce | Zawodnik              | Wynik | Uwagi |
| ------- | --------------------- | ----- | ----- |
| 1       | Konstantin Wołkow     | 5,60  | CR    |
| 2       | Władimir Polakow      | 5,60  | CR    |
| 3       | Patrick Abada         | 5,55  |       |
| 4       | Władysław Kozakiewicz | 5,50  |       |
| 5       | Siergiej Kulibaba     | 5,40  |       |
| 6       | Antti Kalliomäki      | 5,40  |       |
| 7       | Anton Paskalew        | 5,40  |       |
| 8       | Mariusz Klimczyk      | 5,40  |       |
| 8       | Thierry Vigneron      | 5,40  |       |
| 10      | Patrick Desruelles    | 5,40  |       |
| 11      | Atanas Tyrew          | 5,40  |       |
| 12      | Miro Zalar            | 5,30  |       |
| 13      | Günther Lohre         | 5,30  |       |
| 14      | Ferenc Salbert        | 5,20  |       |
| 15      | Gerald Heinrich       | 5,10  |       |
| 16      | Ernö Makó             | 4,90  |       |
| –       | Domenico D’Alisera    | NM    |       |
| –       | Tapani Haapakoski     | NM    |       |
| –       | Philippe Houvion      | NM    |       |
| –       | Peter Jensen          | NM    |       |
| –       | Tadeusz Ślusarski     | NM    |       |